# سارا تانکردی
سارا تانکردی یک شخصیت خیالی و از  مهم‌ترین اشخاص سریال فرار از زندان به شمار می‌رود که سارا وین کالایز نقش او را به عهده داشته‌است. وی معشوقه مایکل اسکافیلد، و نقش اول زن سریال به شمار می‌آید و بعنوان دکتر زندان ایالتی فاکس ریور (که وجود خارجی ندارد) در این سریال مشغول به کار بود

## حضور سارا تانکردی
سارا تانکردی در فصل اول در بیشتر صحنه‌ها همراه مایکل اسکوفیلد دیده می‌شود. در فصل دوم نیز نقش او پررنگ‌تر می‌گردد اما در فصل سوم، حضور او کم‌رنگ‌تر می‌شود و تنها تأثیرهای او در رفتار مایکل مشهود است. 

### فصل اول
او در فصل اول سریال، پزشک زندان فاکس ریور است که کم‌کم بدون آن که از نقشهٔ فرار زندانیان اطلاعی داشته باشد، به مایکل علاقه‌مند می‌شود و سعی می‌کند از طریق پدرش که فرماندار است، برای عفو لینکلن باروز راهی بیابد. اما سر انجام به زندانیان کمک می‌کند.

### فصل دوم
او به جرم کمک به زندانیان شغل خود را از دست می دهد و مجدداً به سراغ مواد مخدر می رود. اما پس از خودکشی ناگهانی پدرش، که البته صحنه سازی بوده و برخودش با پل کلرمن آدمکش سازمان، سرانجام به درستکاری مایکل و برادرش پی می‌برد و نهایتاً با اعتراف پل کلرمن او تبرئه شده و در سونا به مایکل می پیوندد.

### فصل سوم
سارا در فصل سوم حضور ندارد و فقط خبر قتل او به مایکل اسکوفیلد می رسد.

### فصل چهارم
در این فصل معلوم می‌شود سارا زنده است. او به کمک مایکل و چهار دوست او می آید تا کمپانی را منهدم کنند .

### فصل پنجم
پس از پی بردن به زنده بودن مایکل، رابطه اش را با جیکوب نس (پوسایدون) که عامل زندانی شدن مایکل در یمن است قطع می کند و با مایکل زندگی آرامی را تجربه می کند.